# آلامان‌ها

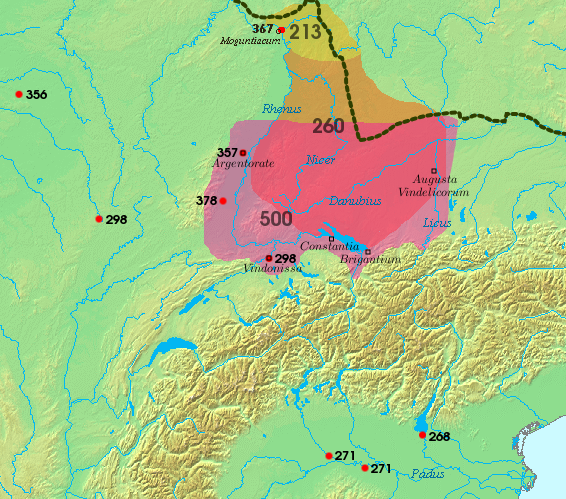
قلمرو آلامان‌ها و مکان نبردهای آنان با رومیان میان سده‌های سوم تا ششم میلادی

آلامان‌ها (به لاتین: Alamanni, Alamani یا Alemanni) اتحادیه‌ای از قبیله‌های ژرمن سوئبی در راین بالا بود.
نخستین یادکرد از ایشان در تاریخ به ۲۱۳ میلادی و نوشته‌های رومیان بازمی‌گردد، آلامان‌ها در ۲۶۰ میلادی آگری دکوماتس را تصرف نمودند و سپس قلمرو آن را تا آلزاس کنونی و شمال سوئیس گستردند. آنان در مرزهایشان استفاده از زبان آلمانی را رواج‌دادند. در ۴۹۶ میلادی، کلوویس یکم پادشاه فرانک‌ها آلامان‌ها را شکست‌داد، آلامان‌ها به اتحادیهٔ فرانک‌ها پیوستند و بخشی از مردمان این پادشاهی شدند. برجسته‌ترین میراث آلامان‌ها، نام کشور آلمان در زبان‌های گوناگون -از جمله فارسی- می‌باشد.